# Barnstaple
Barnstaple è una città di 34 000 abitanti della contea del Devon, in Inghilterra.

## Amministrazione

### Gemellaggi
- Trouville-sur-Mer
- Uelzen
- Barnstable
- Susa